# Sielsowiet Koniuchy
Sielsowiet Koniuchy (biał. Канюхоўскі сельсавет, ros. Конюховский сельсовет) – sielsowiet na Białorusi, w obwodzie grodzieńskim, w rejonie brzostowickim, z siedzibą w Koniuchach. Od zachodu graniczy z Polską.

## Historia
Sielsowiet Koniuchy powstał 1940 na zagarniętych przez Związek Sowiecki polskich terenach i początkowo nosił nazwę sielsowiet Hlebowicze. 15 stycznia 2014 do sielsowietu Koniuchy przyłączono likwidowany sielsowiet Makarowce.

## Miejscowości
- agromiasteczka:
  - Koniuchy
  - Makarowce
- wsie:
  - Białokozy
  - Gieniusze
  - Hlebowicze
  - Hrajno (hist. Grajno)
  - Ihnatowicze
  - Kozły
  - Kudrycze
  - Kurczowce
  - Liszki
  - Łapieniowce
  - Mogilany
  - Odła
  - Ostapkowszczyzna
  - Petelczyce
  - Plebanowce
  - Poczobuty
  - Porzecze
  - Rusaki
  - Rzepowicze
  - Sarosieki
  - Siemionówka
  - Trochimy
  - Wiszniówka
  - Znajdzina (hist. Mandzin, Ursynów)
  - Żarnówka (hist. Żarnówka Rządowa)
- chutory:
  - Służki
  - Usnarz Dolny